# 517 Edith
517 Edith eller 1903 MH är en stor asteroid i huvudbältet, som upptäcktes den 22 september 1903 av den amerikanske astronomen Raymond Smith Dugan vid observatoriet i Heidelberg. Den är uppkallad efter upptäckarens syster Edith Dugan Eveleth.
Asteroiden har en diameter på ungefär 111 kilometer.